# Anchorman
Anchorman (engelska: Anchorman: The Legend of Ron Burgundy) är en amerikansk långfilm från 2004 i regi av Adam McKay, med Will Ferrell, Christina Applegate, Paul Rudd och Steve Carell i rollerna. Manuset skrevs av regissören Adam McKay och huvudrollsinnehavaren Will Ferrell.

## Handling
Nyhetsankaret Ron Burgundy (Will Ferrell) är på 1970-talet främst i San Diego i sitt yrke, som är väldigt mansdominerat. Hans ställning som den främsta hotas en dag när Veronica Corningstone (Christina Applegate) anställs på samma station och har ambitionen att ta över hans roll.

## Rollista
| Will Ferrell        | – Ron Burgundy          |
| Christina Applegate | – Veronica Corningstone |
| Paul Rudd           | – Brian Fantana         |
| Steve Carell        | – Brick Tamland         |
| David Koechner      | – Champ Kind            |
| Fred Willard        | – Ed Harken             |
| Chris Parnell       | – Garth Holliday        |
| Kathryn Hahn        | – Helen                 |
| Fred Armisen        | – Tino                  |
| Seth Rogen          | – Ivrig kameraman       |
| Paul F. Tompkins    | – MC                    |
| Danny Trejo         | – Bartender             |
| Scot Robinson       | – Servitör              |

## Övrigt
Filmens uppföljare Anchorman 2: The Legend Continues hade biopremiär i Sverige den 20 december 2013.